# Kangru (Halinga)
Kangru – wieś w Estonii, w prowincji Parnawa, w gminie Halinga.

## Natura
Przez wieś przepływa rzeka Elbu.